# Івашов Леонід Григорович
Леонід Григорович Івашо́в (народився 31 серпня 1943 року, Кизил-Аскерський район, Фрунзенська область) — радянський і російський військовий і громадський діяч, генерал-полковник у відставці.
Фахівець у галузі геополітики, конфліктології, міжнародних відносин, військової історії. Президент Академії геополітичних проблем (з 2015). Доктор історичних наук (1998), професор МДІМВ та МДЛУ. Начальник Головного управління міжнародного військового співробітництва Міністерства оборони Росії (1996—2001). Голова «Загальноросійських офіцерських зборів». Член Спілки письменників Росії (1998). Член Генеральної ради Всеросійської політичної партії «Партія справи».

## Життєпис
Нащадок декабриста Василя Івашева. Народився в багатодітній сім'ї (в якій всього було четверо дітей, два брати і дві сестри) у м'ясорадгоспі імені Фрунзе Кизил-Аскерського району Фрунзенської області (нині це Сокулукський район поблизу Бішкека) Киргизької РСР. Чоловік його двоюрідної тітки А. Матросов був головним редактором журналу «Радянський воїн», у гостях у того бували відомі радянські літератори, зокрема Олександр Твардовський та Костянтин Симонов, завдяки чому з ними довелося спілкуватися і молодому офіцеру Івашову.
У селі Озерному закінчив семирічку, потім у Кизил-Аскері навчався у старших класах. У 1964 році закінчив Ташкентське вище загальновійськове командне училище, в 1974 — Військову академію ім. М. Ст. Фрунзе.
Командував розвідувальним взводом мотострілецького полку в Прикарпатському військовому окрузі, мотострілецькою ротою у Групі радянських військ у Німеччині.
У серпні 1968 року його рота перебувала у складі радянського військового контингенту увійшла до Чехословаччини. Після закінчення академії заступив на посаду заступника командира полку в Таманську мотострілецьку дивізію.
З 1976 року проходив військову службу у центральному апараті Міністерства оборони СРСР, був начальником секретаріату Міністрів оборони СРСР маршалів Радянського Союзу Д. Ф. Устинова та С. Л. Соколова. Кандидат історичних наук (1983, дисертація «Досягнення військово-технічної переваги в роки Великої Вітчизняної війни» захищена в Інституті військової історії). З 1987 — начальник управління справами Міністерства оборони СРСР.
У 1992—1996 роках — секретар Ради міністрів оборони держав СНД, у 1996—2001 роках — начальник Головного управління міжнародного військового співробітництва Міноборони Росії. В 1999 році захистив докторську дисертацію на тему: «Еволюція геополітичного розвитку Росії: історичний досвід та уроки». З серпня 1999 — начальник Штабу з координації військового співробітництва держав — учасниць СНД.
Є противником розширення НАТО на схід та прихильником посилення інших міжнародних організацій. У 2002 році заснував та очолив Військово-державний союз Росії. Член Вищої офіцерської ради Росії. У листопаді 2006 року обраний головою монархічної організації «Союз російського народу», що викликало розкол в організації (радикальна частина організації не визнала його, назвавши обрання «провокацією спецслужб»). У листопаді 2008 року склав із себе повноваження керівника СРН.
З 2008 року — член Експертної ради та постійний автор міжнародного аналітичного журналу «Геополітика». 6 грудня 2011 заявив про самовисування кандидатом на посаду президента Росії. 18 грудня йому було відмовлено у реєстрації як кандидата на виборах Президента у зв'язку з тим, що ЦВК не була належним чином повідомлена про збори ініціативної групи з висунення Івашова.
Живе та працює в Москві. як президент, очолює недержавну Академію геополітичних проблем, президент Міжнародного центру геополітичного аналізу, викладає в МДІМВ (професор на кафедрі міжнародної журналістики) та Московському державному лінгвістичному університеті (професор кафедри теорії та історії міжнародних відносин). Бере участь на телебаченні та в пресі з коментарями з питань зовнішньої та внутрішньої політики. Постійний автор газети «Завтра». Пише вірші. Автор понад 700 статей та низки книг. Був членом КПРС (більше 30 років), у зв'язку з чим заявляв у 2011 році: «Ні на секунду про це не шкодую, але до іншої політичної партії ніколи не вступав і вступати не буду». Згадував: «Після розпаду СРСР навіть відмовлявся від чергового військового звання генерал-полковника, хотів залишитися радянським генерал-лейтенантом…».
Є дочка, яка працює в російсько-американській організації.

### Косово
З осені 1996 року в рамках своїх посадових обов'язків, Івашов виявився глибоко залученим до ситуації в Косові. Він був добре поінформований про стан справ, що склався в краї, постійно спілкувався з високопоставленими військовими та офіційними особами різних країн, у тому числі й країн НАТО. Неодноразово зустрічався з Президентом СРЮ Слободаном Мілошевичем, приїжджаючи до Югославії у складі делегацій міністрів оборони та закордонних справ, очолюючи військові делегації. Брав участь у міжнародних конференціях. Співробітники його управління працювали у місії ОБСЄ зі спостереження у Косові.
У 1998 році для аналізу ситуації навколо Косова у Головному управлінні, очолюваному генералом Івашовим, було створено спеціальний аналітичний центр. Робота його представників у російському посольстві у Белграді активізувалася. Йшов збір інформації з різних джерел для того, щоб мати можливість робити об'єктивні висновки про настрої та плани всіх залучених сторін.

### Приштинська операція
Відповідно до заздалегідь виробленої тактики у серії переговорів з представниками США російські військові зажадали виділення окремого сектора, чому американська сторона категорично заперечила. На посаді начальника Головного управління міжнародного військового співробітництва Міністерства оборони РФ Івашов активно виступав проти воєнного розв'язання політичних проблем та за посилення ролі ООН.
9-10 червня 1999 року відбулися переговори з генералами Д. Фогльсонгом і Дж. Кейсі в Москві. Івашов розпочав переговори, виходячи з раніше узгоджених позицій та відповідно до резолюції 1244 про військову присутність країн-членів ООН та міжнародних організацій у Косові, яка надавала Росії та США рівні права. Генерал Фогльсонг заявив, що американська сторона вважає раніше узгоджені позиції такими, що не мають сили. Він продемонстрував документи, погоджені в Пентагоні, де на карті вже були поділені всі сектори, і запропонував російським військовим присутність в американському секторі одним-двома батальйонами. Івашов категорично відмовився розглядати цей документ. Після того як у другому раунді переговорів американська сторона не запропонувала жодного іншого варіанту розв'язання питання, Івашов, припинивши переговори як марні, заявив, що Росія діятиме строго в рамках резолюції 1244 р., маючи на увазі рівноправність сторін. Журналістам він заявив: «Ми першими не увійдемо, але не будемо останніми!»
Після цього у МЗС за участю першого заступника міністра закордонних справ Олександра Авдєєва, представників Головного управління міжнародного військового співробітництва Міноборони віце-адмірала В. З. Кузнєцова, полковника Є. А. П. Бужинського та інших було підготовлено записку президенту Борису Єльцину, у якій пропонувалося ще раз спробувати вивести американців на конструктивні переговори, а якщо це не вдасться, передбачити одночасне введення російських підрозділів із військами НАТО. Доповідав Єльцину міністр оборони маршал Ігор Сергєєв. Президент схвалив це рішення.
Негайно штатний батальйон з російської миротворчої бригади, що знаходилася в Углевіку — на території Боснії та Герцеговини, вирушив у Косово. Жодних правових норм при цьому порушено не було — Радою Безпеки ООН було делеговано рівні права і Росії, і НАТО.

### Відхід із державної служби
У березні 2001 року слідом за призначенням Сергія Іванова міністром оборони Російської Федерації відбулися нові призначення на ряд посад у Міноборони Росії. Л. Г. Івашова кадрові перестановки спочатку не торкнулися, але ще 13 червня 2000 56 вищих воєначальників Міноборони Росії були звільнені з посад Указом Президента Російської Федерації у зв'язку з його інавгурацією і допущені до виконання обов'язків. У червні 2001 року Іванов представив Івашова до звільнення, і він, як виконувач обов'язків, не маючи юридичного права опротестовувати своє зняття з посади, був звільнений у запас до закінчення терміну договору.

## Нагороди
- Орден «За заслуги перед Батьківщиною» ІІІ ступеня
- Орден «За військові заслуги»
- Орден «За службу Батьківщині у Збройних Силах СРСР» ІІ та ІІІ ступеня
- Золота медаль Милоша Обилича За хоробрість (Сербія)[25]
- Почесна грамота Киргизської Республіки (2001, Киргизія)[26]
- Має інші державні нагороди Росії, СРСР, Югославії, Сирії та інших країн.

## Політичні погляди
Має традиціоналістські патріотичні переконання. (На Бі-бі-сі його називали «відомим націоналістичними поглядами».)
|  | Політика, що проводиться в сучасній Росії, спрямована на розрив з традиційними для нашої країни цінностями православно-слов'янської цивілізації і заміну їх іншими цивілізаційними моделями (західною або ісламською), є згубною для державотворчих народів Росії, в першу чергу - російського народу, веде до подальшого і вже в найближчій перспективі до знищення російської державності. Оригінальний текст (рос.) Проводимая в современной России политика, направленная на разрыв с традиционными для нашей страны ценностями православно-славянской цивилизации и замену их иными цивилизационными моделями (западной или исламской), является губительной для государствообразующих народов России, в первую очередь — русского народа, ведёт к дальнейшему ослаблению и уже в обозримой перспективе — к уничтожению российской государственности. |

|  | ВПК Росії перестав існувати як система і на сьогодні вже не здатний серійно виробляти та забезпечувати армію сучасною технікою та озброєнням. Наші оборонні підприємства мають тенденцію до деградації. І це цілком зрозуміло, оскільки у всіх країнах ВПК базується на загальнопромисловому розвитку держави. На жаль, сучасної промисловості в Росії немає, то й ВПК неспроможна розвиватися на рівні. Країна зусиллями влади готується до здачі та капітуляції. Оригінальний текст (рос.) ВПК России перестал существовать как система и на сегодняшний день уже не способен серийно производить и обеспечивать армию современной техникой и вооружением. Наши оборонные предприятия имеют тенденцию к деградации. И это вполне объяснимо, поскольку во всех странах ВПК базируется на общепромышленном развитии государства. К сожалению, современной промышленности в России нет, то и ВПК не может развиваться на современном уровне. Страна усилиями власти готовится к сдаче и капитуляции. |

|  | Крім того, в Російській імперії проживало тоді понад половину євреїв усього світу, організованих та тотально мобілізованих через різні політичні структури. Тих євреїв, хто не бажав «йти в революцію», всіляко переслідували і навіть убивали. Результати добре відомі — у першому радянському уряді з 22 членів 18 були єврейської національності. У ВЦВК – 43 євреї з 66 осіб. Росіяни у цій революції були «нагорі» у явній меншості. Іншими словами, відсторонені від керування своєю країною. Якщо ми проведемо з цього часу лінію в 1945 рік, коли Сталін сказав тост на честь російського народу, тобто фактично оголосив про те, що тепер влада в країні — російська, нам багато стане зрозуміліше у вітчизняній історії XX століття. Оригінальний текст (рос.) ВПК Кроме того, в Российской империи проживало тогда более половины евреев всего мира, организованных и тотально мобилизованных через различные политические структуры. Тех евреев, кто не желал «идти в революцию», всячески преследовали и даже убивали.Результаты хорошо известны — в первом советском правительстве из 22 членов 18 были еврейской национальности. Во ВЦИК — 43 еврея из 66 человек. Русские в этой революции были «наверху» в явном меньшинстве. Иными словами, отстранены от управления своей страной.Если мы проведем из этого времени линию в 1945 год, когда Сталин произнес тост в честь русского народа, то есть фактически объявил о том, что теперь власть в стране — русская, нам многое станет понятнее в отечественной истории XX века. |

Є членом «Ізборського клубу», створеного у 2012 році.
31 січня 2022 року, як голова «Загальноросійських офіцерських зборів» випустив звернення проти війни Росії з Україною. У підготовці такої війни він звинуватив керівництво Росії та президента Володимира Путіна, якого закликав піти у відставку.

### Відео
- Генерал Івашов про війну з Україною [Архівовано 9 лютого 2022 у Wayback Machine.]// Ютюб, Ехо Москви, 08.02.2022